# Kovbasova Poliana
Kovbasova Poliana  (ucraniano: Ковбасова Поляна) es una aldea del Raión de Podilsk en el Óblast de Odesa de Ucrania. Según el censo de 2001, tiene una población de 89 habitantes.